# 石岡農會碾米穀倉
24°16′32″N 120°46′35″E / 24.275576°N 120.776423°E
石岡農會碾米穀倉，位於臺灣臺中市石岡區萬安里，為1935年新竹-台中地震特地加設抗震，1942年興建，在1999年921大地震時倖存，今列歷史建築。

## 歷史

### 建立
石岡穀倉創為日治時期為因應太平洋戰爭儲糧而興建，面積佔有一百八十坪，建材為紅檜樑柱及竹編夾泥牆面。因之前1935年新竹-台中地震，因此1942年建立時採用斜撐工法，藉此減輕部分建材重量，達到抗震的效果。今建物處於萬安里農會大樓後方忠孝街旁，附近有東豐自行車道九房村路段。
根據石岡鄉長者回憶，早年此地居民以種水稻為主，故此穀倉是農會為農民碾米之處，但果樹產業後來居上，水田轉作果樹，至1980年代時鄉內幾無水稻生產，穀倉就荒廢。九二一大震災後，對比石岡鄉房舍倒塌嚴重，此穀倉依然屹立不搖，遂被地方人士提議納入地震紀念物。據有大木作建築經驗的鹿港鎮師傅施坤玉判斷，此與良好的抗震條件有關，包括使用樑柱、樓板、內外牆面斜撐材及良好的榫接施工法、適當的五金補強。

### 修復

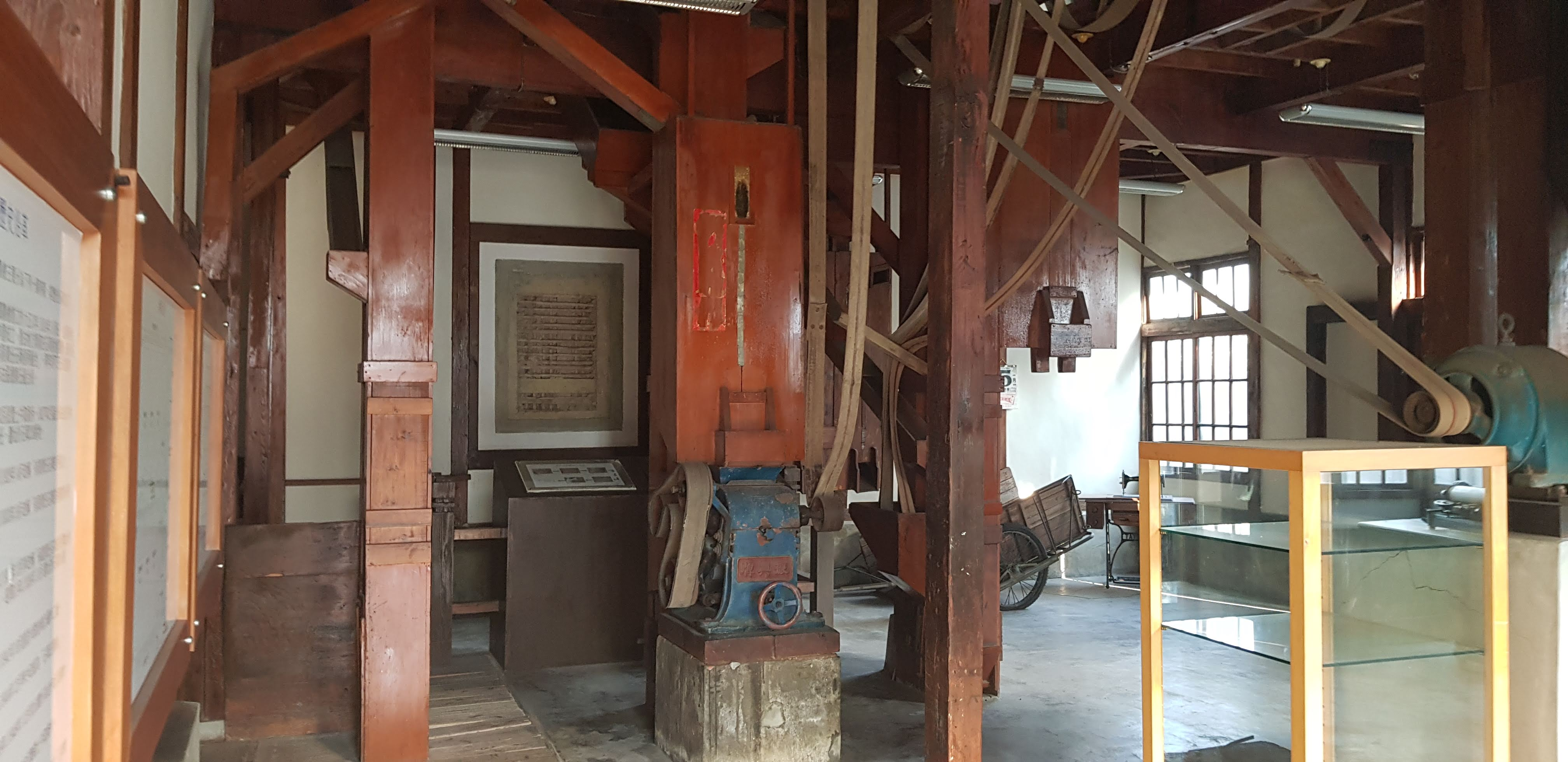
內部

2000年8月1日，台中縣九二一地震災區文化資產重建之旅，臺中縣文化局長洪慶峰探查白冷圳等受損情形時，學者建議將石岡鄉農會榖倉重修保存，當場獲允。25日，石岡鄉公所對行政院九二一震災災後重建推動委員會報請八大九二一震災重建計畫，其中農會穀倉計畫以新台幣九百萬元修復。穀倉保存障礙在於石岡鄉農會將這塊地規劃為農會辦公大樓，故於次月1日招開開農會穀倉閒置空間再利用協調會，石岡鄉長謝震穎、文化局長洪慶峰等參加。
2001年8月31日，台中縣文化局將石岡石岡農會穀倉以「石岡農會碾米穀倉」列為歷史建築。修復工程請來已八旬的施坤玉現場指導，重繪施工原圖。
原先九二一震災重建委員會應允補助一千四百多萬元，但至2002年依然停在公文往返階段，使得鄉民代表會會主席吳維章和鄉代呂理全認為這棟舊建築恐怕禁不起大風雨侵襲。文建會至2003年1月8日才核定補助七百萬元、石岡鄉公所自籌七百五十五萬元發包進行修復。2005年1月8日重新開放，由文建會主委陳其南、九二一重建會副執行長丁育群、台中縣長黃仲生等人共同剪綵，客家歌手謝宇威演唱歌謠。

### 活化
修復後，因產權方石岡農會無法支付額外開支，便由石岡文史工作者呂理全自費管理，後於2015年初因欠缺經費休館。經臺中市休閒農業發展協會，向勞動部申請多元就業開發方案，於2017年2月重新開放作農產品展售。之後，進行石岡都市計畫時，石岡區農會轄下土地從機關用地變更為商業用地後，石岡區農會同意將石岡穀倉產權一併移交市府，於2019年5月9日政府公告產權需於一年內轉移。
2020年底，區公所將原有圍牆拆除。
2024年初，台中市文化資產處以月租底標1萬元方式委外經營，但接連3月20日、5月30日皆流標。之後月租底標降至9千元，9月4日依然流標。對屢次無人經營活化，石岡區社區文化發展協會理事長呂嘉珊、萬安里長林子晏認為，委外經營年限多兩年、及禁止使用明火，導致廠商卻步。